# Batsheva Dance Company
The Batsheva Dance Company er et højt respekteret dansekompagni med hovedkvarter i Tel Aviv, Israel, grundlagt af Martha Graham og Baroness Batsheva De Rothschild i 1964, som gruppen også fik navn efter.
Ohad Naharin har været den faste koreograf siden 1990. Den administrerende direktør og med-kunstneriske direktør er Naomi Fortis, gift med musikeren Rami Fortis. Nogle af de notable deltager er Anna Sokolow, Gary Bertini og Robert Cohan.